# The Firm (Popband)
The Firm war eine britische Popband, die mit dem Comedysong Star Trekkin’ einen Nummer-eins-Hit in Großbritannien hatte.

## Bandgeschichte
The Firm begann als Ein-Mann-Projekt des Briten John O’Connor. Dieser hatte in den 1970er Jahren ein eigenes Aufnahmestudio, das er aber Anfang der 1980er Jahre aufgab, weil er vor lauter Produzieren nicht mehr zum Musik machen kam. Als Studiomusiker spielte er danach für Bands wie Maddy Prior und Bucks Fizz.
Daneben schrieb er auch Songs, so 1982 das Lied Arthur Daley (’e’s Alright) über eine Figur aus der britischen TV-Serie Minder. Da er dafür keine Plattenfirma fand, selbst aber genug Ahnung von dem Geschäft hatte, veröffentlichte er es kurzerhand selbst unter dem Namen „The Firm“. Die Single erreichte 1982 immerhin Platz 14 der UK-Charts.
1987 gelang ihm dann zusammen mit Graham Lister ein Ohrwurm. Als eine Art Parodie auf Star Trek – Raumschiff Enterprise schrieben sie den Song Star Trekkin’. Zu dem eingängigen im Chor gesungenen Refrain „Star Trekkin’ across the universe“ wiederholten sie ständig typische Enterprise-Sprüche wie „It’s life, Jim, but not as we know it“ zu einer Melodie, die aus einem Kinderlied stammen könnte und auch so instrumentiert wurde. Und das alles mit unterschiedlichen Stimmen, die mal Spock und McCoy imitierten, mal piepsig bis schrill waren.
Die durch und durch alberne Nummer fand, wie schon die erste Single, keine ernsthaften Interessenten und so veröffentlichten sie den Track erneut auf O’Connors Label als „The Firm“. In der dritten Woche nach Veröffentlichung war das Lied Nummer 1 der britischen Charts und wurde zum Kultsong. Weltweit verkaufte sich die Single eine Million Mal.
Trotzdem zog es O’Connor noch im selben Jahr in die Vereinigten Staaten, wo er mit dem Keyboarder Paul Ellis und dem Violinisten Bob Loveday die New-Age-Band „Eko“ gründete. Nach vier Alben zwischen 1989 und 1996 endete dieses Projekt wieder.
Zuletzt machte O’Connor vor allem Fernsehmusik, so für die Serie King of the Hill.

## Diskografie

### Alben
- 1987: Serious Fun

### Singles
- 1982: Arthur Daley (’e’s Alright)
- 1982: Cash in Hand
- 1983: Long Live the National
- 1985: Bravo, Costa Brava
- 1987: Star Trekkin’
- 1987: Superheroes
- 1987: Girls Got Feelings Too
- 1988: Flob-a-Dob-a-Long-a-Bill’n’Ben